# 伊格尔陨击坑
伊格尔陨击坑(Eagle)是火星阿西达里亚海区的一座撞击坑，中心坐标位于北纬43.81度、东经351.83度处，直径12.5公里（7.8英里），其名称取自美国爱达荷州伊格尔城，1976年被国际天文联合会正式批准接受。
伊格尔陨击坑东南毗邻自由陨击坑，这二者都属于带有双层喷出物的垒壁型陨坑。

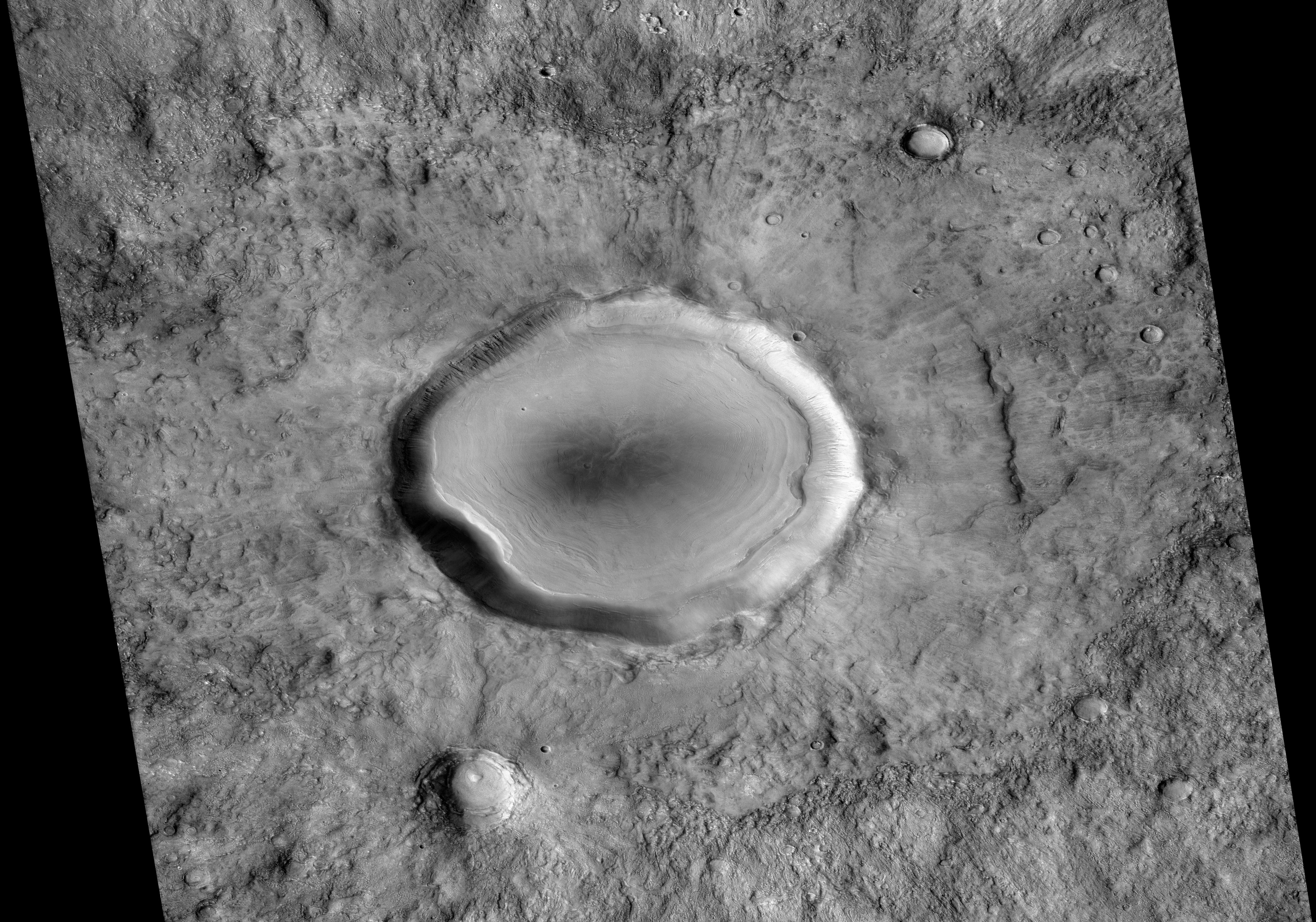
火星勘测轨道飞行器背景相机显示的图像。